# Toše Proeski
Todor "Toše" Proeski (makedonska: Тодор "Тоше" Проески [ˈtɔʃɛ ˈprɔɛski] (fil)), född 25 januari 1981 i Prilep i Socialistiska federativa republiken Jugoslavien, nuvarande Nordmakedonien, död i en bilolycka i Kroatien 16 oktober 2007 i Nova Gradiška i Kroatien, var en berömd makedonsk sångare och låtskrivare från Kruševo, en av de främsta i Makedonien och populär över hela Balkanhalvön. Proeski var känd för sitt återkommande citat "Ve sakam site" ("Jag älskar er alla") och kallades "Balkanhalvöns Elvis Presley" av BBC News.

## Biografi

### De tidiga åren
Proeski föddes i Prilep i SR Makedonien till Dominika och Nikola Proeski från Kruševo, Proeskis hemstad, där han tillbringade den större delen av sin barndom. Han växte upp på gatan Tome Nikle 32 i Kruševo. När hans musikaliska talang upptäcktes vid 12 års ålder valdes han att uppträda på den populära sångfestivalen Zlatno Slavejče för barn i huvudstaden Skopje. Detta var hans första uppträdande inför publik, dock tog hans karriär inte fart förrän 1996, då han deltog i tonårsfestivalen Melfest i Prilep och hyllades för sin starka röst och kapacitet.
Senare, år 1997, deltog han i musikfestivalen i Štip med sången "Pušti Me". Han fick en stor skara fans och fortsatte att använda festivaler såsom SkopjeFest och OhridFest som en plattform för publicitet. Proeski samarbetade med en av Makedoniens mest kända låtskrivare och kompositörer, Grigor Koprov, för att producera några av hans största hits i karriären, bland annat "Usni na usni" och "Sonce vo Tvoite Rusi Kosi". 1999 släppte han sitt debutalbum Nekade vo Noḱta vilket innehöll elva spår. Sommaren samma år uppträdde Proeski på sin första solokonsert i Skopje.
År 2000 deltog Proeski i Makedoniens Eurovision-tävling i SkopjeFest. Han sjöng "Solzi Pravat Zlaten Prsten" och vann telefonrösterna från folket men slutade på tredje plats bakom Karolina Gočeva och vinnarna XXL. Under samma period började han spela in låtar för sitt andra album Sinot Božji som släpptes i slutet av juni 2000. Albumet innehöll många hits, som "Nemir", "Vo Kosi da ti Spijam", "Izlaži me Ušte Ednaš", "Iluzija" (framförd på festivalen Slavianski Bazaar i Vitsebsk) och "Tajno Moja". Två sånger på albumet komponerades av Kire Kostov som vann andra pris vid festivalen Sunčane skale i Herceg Novi, nuvarande Montenegro.
Det serbiska skivbolaget och producenten BK Sound köpte rättigheterna till att släppa Proeskis senaste album i de andra forna jugoslaviska delrepublikerna, vilket ledde till att hans popularitet ökade året 2000 och biljetterna till hans konserter i Skopje och Belgrad sålde slut på rekordtid. Proeski fortsatte 2001 på turné i Australien tillsammans med andra berömda makedonska sångare.
Efter hårt arbete i flera inspelningsstudior i Aten i Grekland, släppte Proeski sitt tredje album, "Ako me Pogledneš vo Oči" på makedonska och serbiska. Han åkte sedan på turné i Makedonien, Serbien, Bosnien och Hercegovina och Bulgarien. Proeski vann Beovizija-priset i Belgrad 2003 för låten "Čija Si", en sång som blev en stor hit i Makedonien och de andra forna delrepublikerna.
Det var meningen att Proeski med denna låt skulle representera Serbien och Montenegro i Eurovision Song Contest 2003, men Europeiska radio- och TV-unionen förklarade att för många länder ville delta detta år, och därför var många tvungna att dra sig ur, däribland Serbien och Montenegro.

### Som superstjärna
För att förbättra sin sång gick Proeski på kurser i New York och maestro William Riley, som också coachade den berömda tenoren Luciano Pavarotti. När han återvände höll Proeski flera välgörenhetskonserter i Makedonien. Han tilldelades priset Mother Theresa Humanitarian Award år 2003 och blev sedan regional Unicef-ambassadör.
År 2004 erbjöd MKTV Proeski att representera Makedonien vid 2004 års Eurovision Song Contest i Istanbul i Turkiet, och i februari framförde han åtta sånger, där en jury, telefonröster och han själv valde ut en sång. Sången "Angel Si Ti" valdes av alla tre. I april släppte Proeski albumet "Den Za Nas" som innehöll de åtta sångerna från Eurovision-valet i Makedonien. Den serbiska versionen, "Dan Za Nas", innehöll bara sex av de åtta finalsångerna.
I maj slutade Proeski på 14:e plats i Eurovision Song Contest med låten "Life", den engelska versionen av "Angel Si Ti".
År 2004 skrev Proeski kontrakt med Dallas Records för att hans kommande album skulle kunna släppas i Kroatien och Slovenien. För att öka sin popularitet och status i dessa länder spelade Proeski in "Krajnje Vreme" med den slovenska sångerskan Anja Rupel. År 2005 släpptes Tošes femte album Po Tebe i forna Jugoslavien. Po Tebe blev ett av de mest framgångsrika albumen någonsin på Balkan. Den låg etta på topplistorna i månader i Makedonien, Bosnien och Hercegovina, Serbien, Kroatien och Slovenien.
Hans sista album, Igri Bez Granici eller Igra Bez Granica i Kroatien, släpptes i forna Jugoslavien i augusti 2007. Förutom sånger på makedonska, serbiska och kroatiska har han även spelat in en sång på slovenska, "Moja", år 2007, och en på italienska, "Aria", tillsammans med den italienska sångerskan Gianna Nannini. Andra artister som samarbetat med Proeski är bland andra Antonija Šola, Bora Čorba, Esma Redžepova, Goca Tržan, Jeff Beck, Toni Cetinski och Željko Joksimović. Innan sin död studerade han sista året vid Skopjes musikaliska akademi.

### Låtskrivare
Proeski var också en välkänd låtskrivare. Han skrev flera egna hits, som "Ima Li Den Za Nas", "Slusaš Li", "Malečka" och "Polsko Cvekje". År 2004 komponerade han låten "Muza" som blev en hit för Martin Vučić vid Eurovision Song Contest 2005.
Den 15 oktober gav Proeski sin sista intervju till den makedonska TV-stationen Kanal 5. Han talade om att avsluta sina musikstudier, om sitt letande efter en själsfrände, och om sitt nya album.
Tošes sista konsert hölls den 5 oktober 2007 för United States Agency for International Developments grundskoleprojekt. Konserten drog in tiotusentals euro för Makedoniens grundskolor. Över 20 000 åskådare fanns på plats och den visades även på TV.

## Död
Tidigt på morgonen den 16 oktober 2007, omkring 6:25, dog Proeski i en bilolycka på motorvägen mellan Zagreb och Lipovac, nära Nova Gradiška i Kroatien. Han var passagerare tillsammans med sin manager Ljiljana Petrović i en Volkswagen Touareg som kördes av Georgij Georgijevski. Bilen krockade med en lastbil och sedan i mitträcket. Proeski dog omedelbart med en bruten nacke. Han hade sovit i det främre passagerarsätet då olyckan inträffade. De andra två passagerarna klarade sig med livet i behåll, dock fick föraren en allvarlig huvudskada.
Proeskis kropp kom runt midnatt till Skopje med helikopter av den makedonska armén och transporterades sedan med bil till hans hemstad Kruševo. Sörjande medborgare samlades för att ge honom sina hyllningar vid flygplatsen och vid torget. USA:s ambassad, USAID och EU publicerade officiella uttalanden omkring hans död. Regeringen beslöt att den 17 oktober skulle bli en officiell sorgedag i Makedonien.
Efter hans död gav Republiken Makedoniens regering honom titeln "Ärad medborgare av Makedonien".

### Statlig begravning

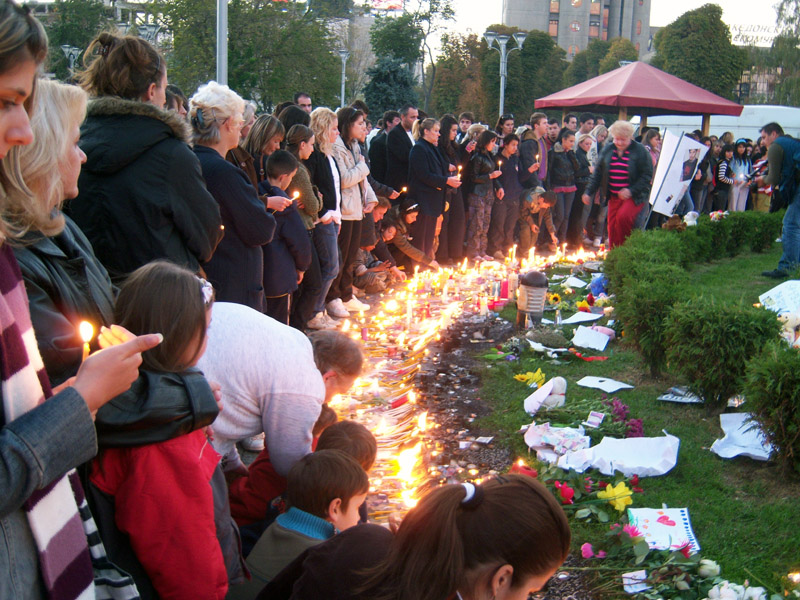
Minnesstund för Proeski i Skopje

Regeringen organiserade en officiell statlig begravning för Proeski, vilken hölls den 17 oktober 2007 i hans hemstad Kruševo. Begravningen sändes på nationell makedonsk TV och besöktes av många inhemska och utländska delegationer, inkluderande presidenten Branko Crvenkovski, premiärminister Nikola Gruevski, medlemmar i Makedoniens parlament och dess president Ljubiša Georgievski, USA:s ambassadör Gillian Milovanović och EU-ambassadören Erwan Fouéré, samt representanter för Röda Korset, USAID och andra organisationer, sportklubbar med mera. Begravningen besöktes även av många välkända musiker från Makedonien och landets grannländer, bland andra Kaliopi, Vlado Janevski, Lambe Alabakoski, Elena Risteska, Jovan Jovanov, Adrian Gaxha, Tijana Dapčević, Tamara Todevska, Toni Cetinski, Ceca Ražnatović och Željko Joksimović.

### Hyllningskonsert
Den 5 oktober 2008, på årsdagen av Proeskis sista konsert, hölls en hyllningskonsert i Skopje till Proeskis ära. Över tjugo sångare från olika länder på Balkanhalvön uppträdde.

## Diskografi

### Album
- Nekade Vo Noḱta (1999)
- Sinot Božji (2000)
- Ako Me Pogledneš Vo Oči/Ako Me Pogledaš U Oči (serbisk version) (2002)
- Den Za Nas/Dan Za Nas (serbisk version) (2004)
- Po Tebe/Pratim Te (serbisk version) (2005)
- Božilak (2006)
- Igri Bez Granici/Igra Bez Granica (kroatisk version) (2007)
- The Hardest Thing (2009)
- Toše & Prijateli - Još Uvjek Sanjam Da Smo Zajedno (2010)
- So Ljubov Od Toše (2011)